# Дор (Большесельский район)
Дор — деревня в Большесельском сельском поселении Большесельского района Ярославской области.

## Население
По данным статистического сборника «Сельские населенные пункты Ярославской области на 1 января 2007 года», в деревне Дор проживает 20 человек. По топокарте на 1981 год в деревне проживало 0,03 тыс. человек.

## География
Деревня стоит на правом северном берегу Юхоти. Деревня ориентирована вдоль берега реки. Выше Дора по течению стоит деревня Устье, где в Юхоть впадает река Койка. Ниже Дора по течению стоит деревня Плесканье, около которой на карте обозначен дом отдыха. По берегу Юхоти проходит дорога, связывающая эти деревни. Сельскохозяйственные земли в окрестностях деревни протянулись полосой до 1 км вдоль берега Юхоти, севернее начинается лес. На северо-восток от деревни идёт дорога выходящая к деревне Терехово, одной из группы деревень, сконцентрированных у пересечения реки Койки с проходящей севернее автомобильной дорогой, связывающей Большое Село c федеральной автомобильной трассой Р104. На противоположном берегу Юхоти, выше по течению стоит деревня Ваньково, последний населённый пункт Большесельского района вниз по левому берегу Юхоти. Стоящая ниже Ваньково  деревня Еремейцево находится уже в Угличском районе.